# 김채하
김채하(1986년 1월 7일 ~ )는 대한민국의 성우로, 2012년 CJ ENM 성우극회 공채 8기로 입사했다.

## 출연작

### 애니메이션
- 아이 엠 스타! - 키리야 아오이(마린)
- 아이엠 스타 스타즈! - 키리야 아오이[1](마린)
- 아이엠 스타 온 퍼레이드! - 키리야 아오이(마린)
- 명탐정 코난 - 남학생, 여자1, 여학생, 윤하나, 맹이, 경찰
- 괴도 키드 - 남아 / 여학생1
- 도쿄 매그니튜드 8.0 - 유카 / 히나 할머니
- 짱구는 못말려 - 광태, 첫언니
- 안녕! 보노보노  - 가챠핑
- 스켓 댄스 - 안다래
- 엘리엇 키드  - 로레타
- 원피스 - 아기 홍대치
- 미르모 퐁퐁퐁  - 파피
- 말하는 강아지 마사3 - 범블크럼 / 마일로
- 치즈 스위트 홈 - 주리 / 미미
- 베베데빌
- 럭키프레드 - 말리 / 핑키 / 제이크 / 콩콩이
- 요괴워치 - 타올라이온, 나불 할멈, 민호 엄마
- 테니스의 왕자 - 나나코
- 나루토 질풍전 - 우나기 / 히샤쿠
- 닌자보이 란타로 - 릴리
- 나루토 SD - 록 리의 청춘 닌자전 - 악당2
- 지켜줘 롤리팝 - 예리
- 웨딩피치 - 양호선생님 / 엘리나
- 탐험 드리랜드 - 사나래
- 흑마녀 나가신다 - 조역
- 싱싱초밥단 코부시 - 살구양
- 치치랜드 - 하피
- 아따맘마 - 조역
- 벅스봇 이그니션 - 강마루
- 신비아파트 시리즈 - 구두리
- 히어로스쿨Z - 뉴스 앵커
- 포켓몬스터 XY - 베리(63화)
- 포켓몬스터 XY&Z - 바라
- 포켓몬스터 썬&문 - 하우
- 포켓몬스터 W - 태화
- 도깨비언덕에 왜 왔니? - 새 엄마, 백사
- 토마스와 친구들: 함께 달리자! - 칼리
- 뛰뛰빵빵 구조대 2  - 곰돌이, 두기
- 터닝메카드 W - 나로
- 핑크퐁 원더스타 - 빌리, 베이커, 터틀핀, 샤샤
- 캐치! 티니핑 - 메리루, 차캐핑, 노리핑
- 느릿느릿 나무늘보 늘 - 늘
- 느릿느릿 나무늘보 늘 2 - 늘
- 마카앤로니 - 마카, 내레이션
- 마카앤로니 2 - 마카, 내레이션
- 소스리아 - 써니쵸, 천계왕
- KBS1
- 명탐정 핑크퐁과 호기 - 빌리, 베이커, 터틀핀, 샤샤
- 출동! 애니멀 레스큐 - 폴
- 시간여행자 루크 - 루크
- 보토스 패밀리 2
- 내 비밀친구 햄찌 - 은주, 혜미, 은호 누나, 신다정 드라마 출연 면접장
- 카비온 - 리라, 홍교장, 스피카, 토잉토리
- 마카앤로니 3 - 마카, 내레이션
- 마카앤로니 3 파트2 - 마카, 내레이션
- 핑크퐁과 호기: 새 친구 니니모 - 베이커
- 괴도 조커 - 도하루
- ok.ko 내일은 히어로 - ko
- 안녕 자두야 - 방애자
- 최강! 탑플레이트 (SBS) - 소피
- 텔레몬스터 - 이리
- 케모노 프렌즈 - 홍따오기, 이와비(남부바위뛰기펭귄)
- 마이 리틀 포니 - 애플블룸 (2기까지)
- 리틀펫샵 - 송영미
- 고고 다이노 (EBS) - 패리, 앤디
- 레인보우 루비 (EBS) - 랄라벨
- 몬카트 - 진 헤이스트
- 미라큘러스: 레이디버그와 블랙캣 - 알릭스
- 출동! 슈퍼윙스 (EBS) - 킴, 엄마 캥거루, 우주
- 히어로 써클 (EBS) - 게임 부장
- 출동! 파자마 삼총사 - 그렉
- 퍼피독 친구들
- 리나는 뱀파이어 - 애드거
- 괴짜가족 괴담일기 (디즈니) - 웬디
- 데인저 마우스 (2015년 애니메이션) (디즈니채널) - 스쿼크 교수
- 반짝반짝 해피★ 열려라! 코코밍 - 스코밍
- 라푼젤 시리즈
- 빅 시티 그린 - 베니
- 아울 하우스 - 루스
- 신비한 개구리 나라 앰피비아 - 스프리그 (Feat, 성우 임윤선)
- 스파이디 그리고 놀라운 친구들 - 스핀/마일즈, 미즈 마블, 옥박사
- 몰리 맥기와 유령 - 루프
- 긴급 구조 친구들 - 피스톤
- 디지몬 고스트 게임 (재능TV) - 크틸라몬

### 극장판 애니메이션
- 명탐정 코난: 은빛 날개의 마술사 - 승무원 외
- 명탐정 코난: 11번째 스트라이커
- 명탐정 코난: 제로의 집행인 - 도경주
- 원피스 극장판 Z - 어린제파
- 원피스 필름 골드 - 리카
- 장난감이 살아있다 - 클라라
- 극장판 요괴워치: 탄생의 비밀이다냥! - 은파, 민호엄마, 옥희, 타올라이온
- 극장판 요괴워치: 염라대왕과 5개의 이야기다냥! - 나불 할멈
- 보스 베이비 - 엄마
- 코코 - 마마 루이사, 빅토리아 할머니, 창구 직원
- 인크레더블 2 - 허니
- 극장판 포켓몬스터: 세레비 시간을 초월한 만남 (애니맥스) - 유키나리(용호)
- 신비아파트: 금빛 도깨비와 비밀의 동굴 - 구두리
- 극장판 신비아파트: 하늘도깨비 대 요르문간드 - 구두리
- 신비아파트 극장판 차원도깨비와 7개의 세계 - 구두리
- 짱구는 못말려 극장판: 수수께끼! 꽃피는 천하떡잎학교 - 은질주
- 짱구는 못말려 극장판: 동물소환 닌자 배꼽수비대 - 광태

### 외화
- 어벤져스: 인피니티 워 - 프록시마(캐리 쿤)
- 자이언트 세이버 - 남자 아이
- 풀러 하우스(넷플릭스) - 맥스 폴러
- 메리 포핀스 리턴즈 - 라크 부인(수다 부샤르)
- 덤보 - 관람객
- 팔콘과 윈터 솔져 - 올리비아 워커(개브리엘 빈들로스)

### 특촬물 =
- 미라클 멜로디 (투니버스) - 록키

### 게임
- 덴더라이언 - 희정 엄마
- 드리프트 걸즈 - 유리
- 월드 오브 워크래프트 - 여군주 리아드린
- 우리집 아기고양이 - 유라
- 던전 앤 파이터 - 광신의 디외르베, 노르닐, 로사우라, 알리샤아덴, 파이
- 음양사 - 산토끼
- 하얀고양이 프로젝트 - 리제롯테 프렌디아, 쿠마론
- 하스스톤 - 여군주 리아드린
- 리그 오브 레전드 - 조이
- 썸썸 편의점 - 편수희
- 쿠키런: 킹덤 - 공주맛 쿠키
- 승리의여신 니케- 노벨